# (E)-4-Hydroxy-3-méthylbut-2-ényle diphosphate synthase
La (E)-4-hydroxy-3-méthylbut-2-ényle diphosphate synthase est une oxydoréductase qui catalyse la conversion du 2-C-méthyl-D-érythritol-2,4-cyclopyrophosphate (MEcPP) en (E)-4-hydroxy-3-méthyl-but-2-ényl-pyrophosphate (HMB-PP) :
|       | + 2 ferrédoxines réduites {\displaystyle \rightleftharpoons } H2O + 2 ferrédoxines oxydées + |        |
| MEcPP |                                                                                              | HMB-PP |

Cette enzyme intervient à la sixième étape de la voie du méthylérythritol phosphate, qui est une voie métabolique de biosynthèse de l'isopentényl-pyrophosphate (IPP) et du diméthylallyl-pyrophosphate (DMAPP) alternative à la voie du mévalonate chez les plantes, certains protozoaires et la plupart des bactéries, l'IPP et le DMAPP étant des métabolites qui conduisent notamment à la synthèse des terpénoïdes.
Elle a été reclassifiée EC 1.17.7.1 par l'Enzyme Commission, son numéro initial ayant été EC 1.17.4.3.